# Michał Wawer
Michał Jan Wawer (ur. 1 kwietnia 1989 w Warszawie) – polski polityk i prawnik, radca prawny, poseł na Sejm X kadencji (od 2023).

## Życiorys
Ukończył studia prawnicze na Wydziale Prawa i Administracji Uniwersytetu Warszawskiego (2013). Uzyskał uprawnienia radcy prawnego, podjął praktykę w tym zawodzie w ramach własnej kancelarii. Zaangażował się w działalność polityczną, dołączając do Ruchu Narodowego (RN); został wiceprezesem tego ugrupowania. Później objął także funkcję skarbnika federacyjnej partii Konfederacja Wolność i Niepodległość.
W 2015 był pełnomocnikiem komitetu wyborczego Mariana Kowalskiego ubiegającego się o urząd prezydenta RP. W 2018 kandydował z ramienia RN do sejmiku mazowieckiego. W 2019 był kandydatem do Parlamentu Europejskiego (z listy Konfederacji KORWiN Braun Liroy Narodowcy) oraz do Sejmu (z listy Konfederacji Wolność i Niepodległość).
W 2023 został wybrany na posła X kadencji. Startował wówczas z pierwszego miejsca Konfederacji w okręgu kieleckim, otrzymując 18 300 głosów.

## Życie prywatne
Jest żonaty, ma dwóch synów.

## Wyniki w wyborach ogólnopolskich
| Wybory | Komitet wyborczy | Komitet wyborczy                          | Organ                            | Okręg          | Wynik          |
| ------ | ---------------- | ----------------------------------------- | -------------------------------- | -------------- | -------------- |
| 2019   |                  | Konfederacja KORWiN Braun Liroy Narodowcy | Parlament Europejski IX kadencji | nr 10          | 3798 (0,22%)   |
| 2019   |                  | Konfederacja Wolność i Niepodległość      | Sejm IX kadencji                 | nr 20          | 14 869 (2,48%) |
| 2023   | Sejm X kadencji  | Konfederacja Wolność i Niepodległość      | nr 33                            | 18 300 (2,78%) |                |